# Flughafen Abadan

i7
i11
i13
Der Flughafen Abadan (persisch فرودگاه بین‌المللی آیت‌الله جمی آبادان, (IATA-Code: ABD, ICAO-Code: OIAA)) ist ein internationaler Verkehrsflughafen an der Stadtgrenze von Abadan, Iran, rund 50 km nördlich des Persischen Golfs.

## Geschichte
Während des Zweiten Weltkrieges war der Iran ab 1941 von den Alliierten besetzt und der Flughafen ein wichtiges Logistikzentrum für die USA. Ab Mai 1941 unterhielten die United States Army Air Forces dort ein Technisches Unterhaltungszentrum: Die Douglas Aircraft Company betrieb mit der 17. Air Depot Gruppe ein Montage- und Instandhaltungswerk für neu angekommene Flugzeuge. Im Zuge des Leih- und Pachtgesetz wurden hier auch die in Teilen angelieferten Flugzeuge montiert und Testflüge durchgeführt.
Verstärkt in den Jahren 1942/1943 wurde die Sowjetunion über diesen Flugplatz in großem Umfang mit Kriegsgütern und Lebensmitteln aus den USA versorgt. Der Flughafen wurde als Station # 3 bezeichnet. Für das Air Transport Command war er die Drehscheibe  mit den Verbindungsrouten Flughafen Teheran-Mehrabad,  RAF Habbaniya im Irak und Flughafen Bahrain in Bahrain.

## Heute
Heute wird der Flughafen unter anderen von nachstehenden Fluggesellschaften als Drehscheibe genutzt:
- Iran Air, Route: Isfahan, Teheran
- Iran Air Tours, Route: Isfahan, Maschhad, Schiras, Teheran
- Zagros Airlines, Route: Erbil, Dubai
- Iran Aseman Airlines, Route: Dubai, Schiras
- Kish Air, Route: Teheran

## Zwischenfälle
- Am 14. September 1955 verlor bei einer Avro York C.1 der iranischen Persian Air Services (Luftfahrzeugkennzeichen EP-ADA) kurz nach dem Start vom Flughafen Abadan zunächst das Triebwerk 3 (rechts innen) an Leistung, als die Maschine eine Höhe von rund 150 Meter erreicht hatte. Kurz darauf begann das Triebwerk 4 (rechts außen) stark zu stottern. Es wurde eine Notlandung auf irakischem Gebiet durchgeführt, etwa 20 Kilometer südlich des Startflughafens. Alle 13 Insassen, 4 Besatzungsmitglieder und 9 Passagiere, überlebten die Notlandung.[5]